# Chevillon-sur-Huillard
Chevillon-sur-Huillard és un municipi francès, situat al departament del Loiret i a la regió de Centre – Vall del Loira. L'any 2007 tenia 1.237 habitants.

## Demografia

### Població
El 2007 la població de fet de Chevillon-sur-Huillard era de 1.237 persones. Hi havia 488 famílies, de les quals 111 eren unipersonals (42 homes vivint sols i 69 dones vivint soles), 187 parelles sense fills, 175 parelles amb fills i 15 famílies monoparentals amb fills.
La població ha evolucionat segons el següent gràfic:
Habitants censats

### Habitatges
El 2007 hi havia 567 habitatges, 501 eren l'habitatge principal de la família, 39 eren segones residències i 27 estaven desocupats. 562 eren cases i 5 eren apartaments. Dels 501 habitatges principals, 447 estaven ocupats pels seus propietaris, 47 estaven llogats i ocupats pels llogaters i 8 estaven cedits a títol gratuït; 16 tenien dues cambres, 74 en tenien tres, 110 en tenien quatre i 301 en tenien cinc o més. 362 habitatges disposaven pel capbaix d'una plaça de pàrquing. A 173 habitatges hi havia un automòbil i a 295 n'hi havia dos o més.

### Piràmide de població
La piràmide de població per edats i sexe el 2009 era:
| Homes | Edats   | Dones |
| ----- | ------- | ----- |
| 0     | 95 o +  | 0     |
| 6     | 90 a 94 | 0     |
| 7     | 85 a 89 | 6     |
| 2     | 80 a 84 | 5     |
| 8     | 75 a 79 | 17    |
| 34    | 70 a 74 | 40    |
| 23    | 65 a 69 | 36    |
| 29    | 60 a 64 | 21    |
| 25    | 55 a 59 | 19    |
| 61    | 50 a 54 | 30    |
| 51    | 45 a 49 | 61    |
| 51    | 40 a 44 | 61    |
| 58    | 35 a 39 | 41    |
| 23    | 30 a 34 | 28    |
| 22    | 25 a 29 | 12    |
| 31    | 20 a 24 | 17    |
| 39    | 15 a 19 | 41    |
| 48    | 10 a 14 | 35    |
| 27    | 5 a 9   | 37    |
| 26    | 0 a 4   | 20    |

## Economia
El 2007 la població en edat de treballar era de 826 persones, 617 eren actives i 209 eren inactives. De les 617 persones actives 582 estaven ocupades (309 homes i 273 dones) i 35 estaven aturades (17 homes i 18 dones). De les 209 persones inactives 110 estaven jubilades, 63 estaven estudiant i 36 estaven classificades com a «altres inactius».

### Ingressos
El 2009 a Chevillon-sur-Huillard hi havia 525 unitats fiscals que integraven 1.361,5 persones, la mediana anual d'ingressos fiscals per persona era de 21.373 €.

### Activitats econòmiques
Dels 45 establiments que hi havia el 2007, 1 era d'una empresa extractiva, 1 d'una empresa alimentària, 1 d'una empresa de fabricació de material elèctric, 5 d'empreses de fabricació d'altres productes industrials, 13 d'empreses de construcció, 8 d'empreses de comerç i reparació d'automòbils, 3 d'empreses d'hostatgeria i restauració, 2 d'empreses financeres, 8 d'empreses de serveis i 3 d'empreses classificades com a «altres activitats de serveis».
Dels 13 establiments de servei als particulars que hi havia el 2009, 2 eren tallers de reparació d'automòbils i de material agrícola, 2 paletes, 1 guixaire pintor, 1 fusteria, 3 lampisteries, 2 electricistes, 1 perruqueria i 1 restaurant.
Dels 2 establiments comercials que hi havia el 2009, 1 era una botiga de més de 120 m² i 1 una botiga de menys de 120 m².
L'any 2000 a Chevillon-sur-Huillard hi havia 12 explotacions agrícoles.

## Equipaments sanitaris i escolars
El 2009 hi havia 1 escola maternal i 1 escola elemental.

## Poblacions més properes
El següent diagrama mostra les poblacions més properes.